# 長絲鼠鱈
長絲鼠鱈，為輻鰭魚綱鱈形目鼠尾鱈科的其中一種，分布於東大西洋葡萄牙、摩洛哥至幾內亞灣；西大西洋加勒比海、墨西哥灣海域，屬深海底棲性魚類，深度630-2165公尺，體長可達30公分，棲息在底層水域，生活習性不明。

## 扩展阅读
維基物種上的相關：長絲鼠鱈